# Peder Balke
Peder Balke (født Peder Andersen 4. november 1804 på øen Helgøya i indsøen Mjøsa nær Lillehammer, død 15. februar 1887 i Kristiania) var en af de mest fremtrædende norske landskabsmalere i 1800-tallet.  Med sine ofte dramatiske billeder i begrænset farveskala fik Peder Balke en enestående position i både norsk og europæisk kunst. Med sin  maleriske udtryksform domineret af brede penselstrøg og dramatiske virkemidler kan han måle sig med den engelske maler J.M.W. Turner. Han udnyttede sin uddannelse som dekorationsmaler til at skabe et helt personligt malerisk sprog med svungne linjer og markante kontraster, hvor hvid, grå, sort og brun er de dominerende farver. Han betragtes i dag som en af de betydeligste norske malere i første del af 1800-tallet, kun overgået i berømmelse af J.C. Dahl. 

## Uddannelse og rejser
Som søn af en husmand voksede han op i trange kår på øen Helgøya, men boede i 1820’erne i en længere periode hos Anders Balke på gården Vester-Balke på Toten og tog i 1827 navnet Balke. Han kom først i lære som dekorationsmaler hos lokale malermestre (1820-27), men blev i 1827 optaget på Tegneskolen i Kristiania, blev elev af Jakob Munch, I 1829 rejste han til Stockholm, hvor han blev optaget på Kunstakademiet og studerede indtil 1833. I 1830 opholdt han sig en måned i København, hvor han i Det Kongelige Billedgalleri (i dag Statens Museum for Kunst) især blev inspireret af den norske landskabsmaler J.C. Dahls store monumentale maleri Vinterlandskab ved Vordingborg fra 1829 (udstillet på Statens Museum for Kunst i samlingen "Dansk og Nordisk Kunst" 1750-1800). Helt afgørende for hans kunstneriske udvikling var en skibsrejse langs den norske skærgårdskyst fra Trondheim til Nordkap i 1832, hvor han fandt en lang række af de motiver, som siden blev centrale i hans malerier, og hvor han fik udviklet sin dramatiske opfattelse af naturen. Balke var en de første kunstnere der besøgte Nordkap, og han skrev begejstret om "det ophøiede og henrivende Indtryk, som de rige Naturskjønheder og uforlignelige Situationer gjøre paa Beskuelsen og Sindet, et Indtryk, der ikke alene i Øieblikkets Ruus bemestrede mig, men endog havde en afgjørende Indflydelse paa hele mitt Fremtidsliv". I 1835 rejste han til Dresden, hvor han i fire måneder studerede under J.C. Dahl. Balkes uddannelsesrejser blev i første omgang bekostet af lokale støtter blandt bønderne på hans hjemegn, men i 1843 fik han tildelt den norske stats rejsestipendium, og han vendte tilbage til Dresden, hvor han opholdt sig i et år.
I 1845 rejste Balke gennem Tyskland til Paris, hvor det lykkedes ham at komme i  audiens hos den franske konge Louis-Philippe og vække hans interesse for et storstilet projekt, en serie malerier med motiver fra Norge (hvor kongen havde rejst som ung). I 1847 solgte Balke først to gennemarbejdede malerier til kongen (nu i Louvre, Paris), og efterfølgende præsenterede han 54 malede skitser, uden tvivl i håbet om en større bestilling. Louis-Philippe købte 33 af disse skitser (26 af dem er i dag i Louvre). Kongen blev imidlertid afsat året efter, og projektet løb ud i sandet.
Efter endnu en rejse til Dresden 1847-49 tog Balke til London, hvor han opholdt sig 1849-50 og muligvis så malerier af den aldrende Turner. På det tidspunkt var Balke dog nået frem til sin modne udtryksform. Slægtskabet mellem de to malere er derfor en interessant parallel snarere end et udslag af påvirkning.

## Balkes motiver
- Nordkapp ca. 1840
- Fyrtårn 1845
- Gamle træer ca. 1847
- Oprørt hav med et dampskib nær den norske kyst 1847-1850
- Nordkapp i måneskin 1848
- Majorstua mot Vestre Aker 1848
- Hav og fyrtårn 1849
- Tre i vinterskoven ca. 1850
- Stockholm i måneskin ca. 1850
- Hammerfest 1851
- Fredriksten fæstning ca. 1852
- Landskab fra Finnmark ca. 1860
- Kystlandskab med vrag 1860/1869
- Kystlandskab ca. 1860
- Kystlandskab ca. 1860
- Fra kysten ca. 1860
- Stetind i tåge 1861
- Vardøhus fæstning ca. 1870
- Fra Grimstad 1875
- Nordlys over fire mænd i en robåd
- Landskab fra Finnmark med samer og rensdyr 1850
- Nordland
- Tromsø
- Sejlbåd i måneskin
- Nordlys

Peder Balke skildrede livet igennem først og fremmest den norske natur, og i hans billeder spiller havet og fjeldene en dominerende rolle. Et gennemgående tema er det stormfulde hav, hvor bølgerne brydes mod klippeskærene langs kysten, og hvor et ensomt skib kæmper mod naturens kræfter. Han varierede motiverne ved at lade karakteristiske fjeldpartier som Stetind, Troldtinderne og klippeplateauet ved Nordkap danne baggrund i flere malerier, ofte betragtet om natten ved fuldmåne og delvist skydække. I mange tilfælde ses fjeldtoppene over et tågehav, så tinderne nærmest svæver over havet. Et helt særligt og centralt motiv er det ensomt liggende fyrtårn på en klippeø fjernt fra civilisationen. Maleriet Fyrtårn på den norske kyst har nærmest opnået ikonisk status i norsk kunst (ca. 1855; versioner i Nasjonalmuseet for kunst, arkitektur og design, Oslo & Trondheim Kunstmuseum).
I 1860’erne udviklede Balke en særlig variation af sine motiver i en række billeder, der helt og holdent er holdt i sorte og hvide nuancer, og hvor han udnyttede den særlige teknik han som ung havde lært som dekorationsmaler.
Balke var nærmest gået i glemmebogen indtil 100-års jubilæumsudstillingen i Kristiania (Oslo) i 1914, men her vakte hans effektfulde billeder og skitser megen opmærksomhed.
Billeder af ham findes i Nasjonalmuseet for kunst, arkitektur og design, Oslo, Bergens Billedgalleri, i Nationalmuseet i Stockholm, Göteborgs konstmuseum og i Statens Museum for Kunst.

## Socialt engagement
Balke var stærkt optaget af sociale spørgsmål, og han arbejdede for at bedre kunstnernes økonomiske vilkår. Men han havde også blik for den jævne befolknings livsbetingelser. I 1856 købte han jord fra en bondegård uden for Oslo (i forstaden Majorstua), hvor han byggede sin egen bolig og udstykkede resten af grundene til boliger for småkårsfamilier. Bebyggelsen fik tilnavnet Balkeby eller Kunstnerlund. Balke boede dér med sin familie, indtil en omfattende brand i 1879 ødelagde en stor del af Balkeby, heriblandt hans bolig.

## Balke i Danmark
Balke opholdt sig to gange i Danmark, første gang en måned i 1830, anden gang i 1844-45, hvor han boede vinteren over i København med sin familie. Han har derfor haft mulighed for at møde flere af de danske guldalderkunstnere. Blandt olieskitserne, som Balke præsenterede for den franske konge i 1847, var to malerier med motiver fra Danmark, dels København set fra Sundet, dels Øresund ud for Kronborg (begge Louvre, Paris).
Balkes kunst er ved flere lejligheder blevet vist på udstillinger i Danmark, først og fremmest ”Turner og tidens natursyn” i 2004 og ”Verden som landskab” i 2007 (begge Statens Museum for Kunst). I 2008 blev den hidtil eneste enkeltmandsudstilling i Danmark vist på Ordrupgaard. I 2014 erhvervede Statens Museum for Kunst maleriet Oprørt hav med et dampskib nær den norske kyst (ca. 1847-50) som gave fra Ny Carlsbergfondet.